# Baby på vift
Baby på vift (originaltitel: Baby's Day Out) är en amerikansk långfilm från 1994 i regi av Patrick Read Johnson, med bland andra Joe Mantegna, Lara Flynn Boyle, Joe Pantoliano och Brian Haley i rollerna.

## Handling
Tre inkompetenta skurkar; Edgar "Eddie" Mauser (Joe Mantegna), Norbert "Norby" LeBlaw (Joe Pantoliano) och Victor "Veeko" Riley (Brian Haley), kidnappar en bebis som tillhör en rik familj. Men Bebisen  lyckas kravla sig fri och nu sker en jakt genom Chicagos gator, skurkarna  på jakt efter Bebisen och FBI på jakt efter både Bebisen  och skurkarna.

## Rollista
| Joe Mantegna         | – Eddie                  |
| Lara Flynn Boyle     | – Laraine Cotwell        |
| Joe Pantoliano       | – Norby                  |
| Brian Haley          | – Veeko                  |
| Cynthia Nixon        | – Gilbertine             |
| Fred Dalton Thompson | – FBI-agent Dale Grissom |
| John Neville         | – Mr. Andrews            |
| Matthew Glave        | – Bennington Cotwell     |